# Obatzda

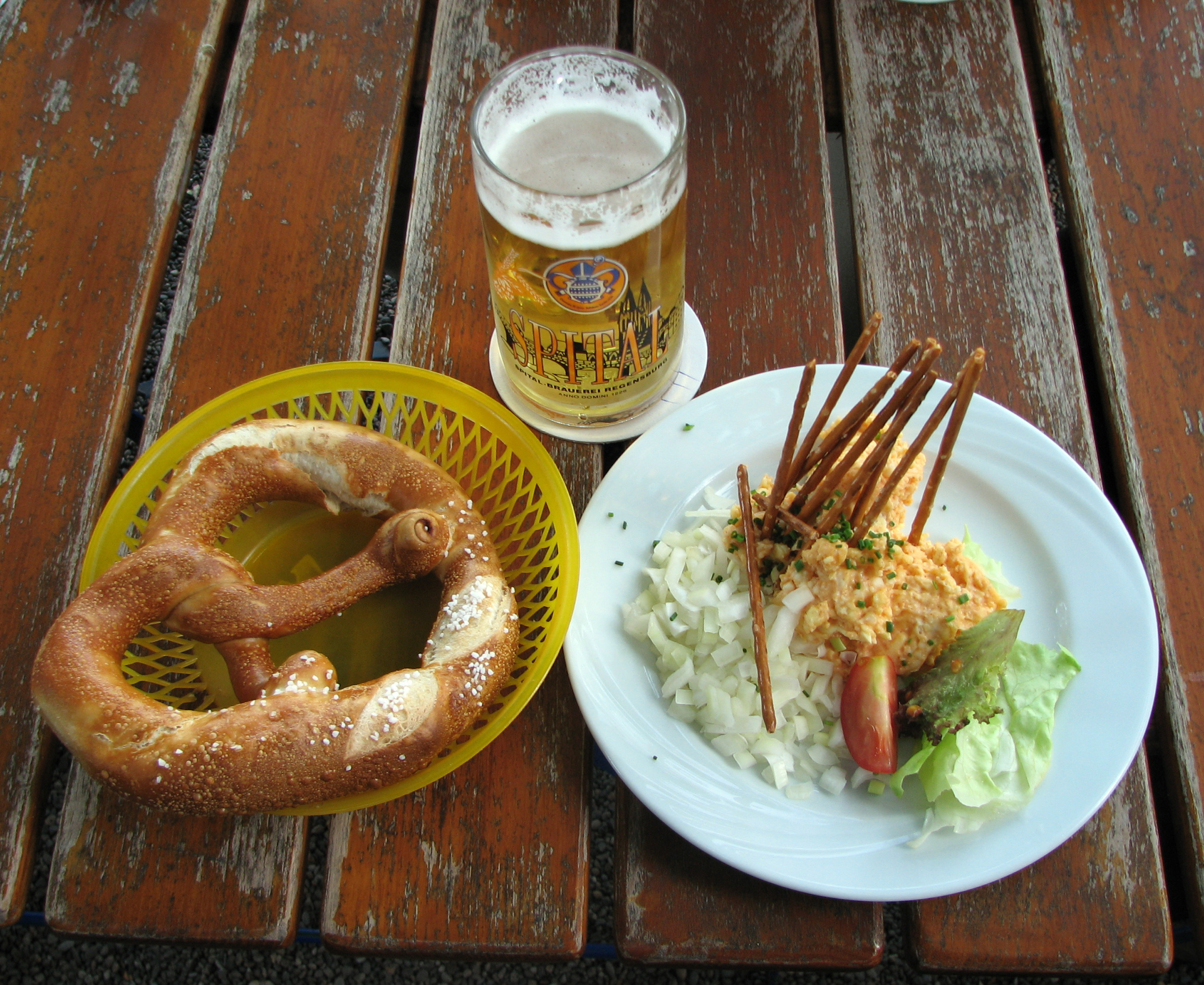
Obatzda s preclíkem a pivem v Řezně

Obatzda (další německá jména Obatzter, Obazda, gerupfter Camembert, angemachter Camembert, Angemachter, Liptauer) neboli česky pivní sýr je pikantní sýrová pomazánka, která se s chlebem servíruje k svačině či k pivu a pochází z Bavorska.

## Dějiny
Původní motivací bylo využití starých zbytků sýra, zejména typu camembertu, brie nebo jiných měkkých sýrů. Aby získal lepší chuť, míchal se tento zralý až přezrálý sýr s máslem a přidávalo se koření, hlavně paprika a často kmín nebo cibule. Z této tradiční varianty se vyvinuly různé receptury.
Obatzda se stal známým ve 20. letech 20. století, kdy ho hospodská Katharina Eisenreichová podávala svým hostům v restauraci Weihenstephaner Bräustüberl ve Freisingu. Od té doby se za nejrozšířenější považuje tento recept: zralý hermelín se rozmíchá s napěněným máslem, velmi najemno nakrájenou cibulí, případně trochou soli, pepře, paprikou, kmínem a trochou pšeničného piva. Pro silnější verze lze použít sýry jako limburský nebo romadur, mírnější verze se připravují přidáním tvarohu nebo smetanového sýra. V regionu Altbayern se do receptury často přidává také pivo a ve Frankách víno.
V Bavorsku je obatzda jedním z klasických jídel pivních zahrádek. Podává se posypaný čerstvou pažitkou s žitným chlebem nebo preclíky, ředkvičkami nebo ředkví nakrájenou na spirálky.
Obatzda by se měl sníst v den přípravy, jinak cibule získá hořkou chuť. Alternativně lze cibuli nakrájet na kroužky a klást na sýrovou hmotu krátce před servírováním. V jiné verzi se cibule předem lehce orestuje, takže pokrm déle vydrží a chutná jemněji.
Od 80. let 20. století vyrábějí obatzdu také různé německé mlékárny. Nabízely se i varianty jako ohnivý, se smaženou cibulkou nebo s pivem.
Od 16. července 2015 jsou názvy „Obazda“ a „Obatzter“ zapsány v rejstříku chráněných označení původu a chráněných zeměpisných označení Evropské komise. Výrobky pod tímto označením smí vyrábět pouze certifikovaní výrobci v Bavorsku.